# Parafia św. Katarzyny w Chełmcach
Parafia św. Katarzyny w Chełmcach – jeden z 9 kościołów leżących w granicach dekanatu kruszwickiego archidiecezji gnieźnieńskiej. Dawniej parafia należała do diecezji włocławskiej. 

## Historia
Pierwsza wzmianka o parafii pochodzi z 1257 r. Z tego też okresu pochodzi cmentarz, obecnie pod zarządem miejscowego proboszcza. Poprzedni kościół wybudowany był z drewna. Obecna świątynia została postawiona w 1843 r.

## Inne kościoły należące do parafii
- Kościół filialny pw. Niepokalanego Poczęcia  Najświętszej Maryi Panny w Głębokiem

## Galeria

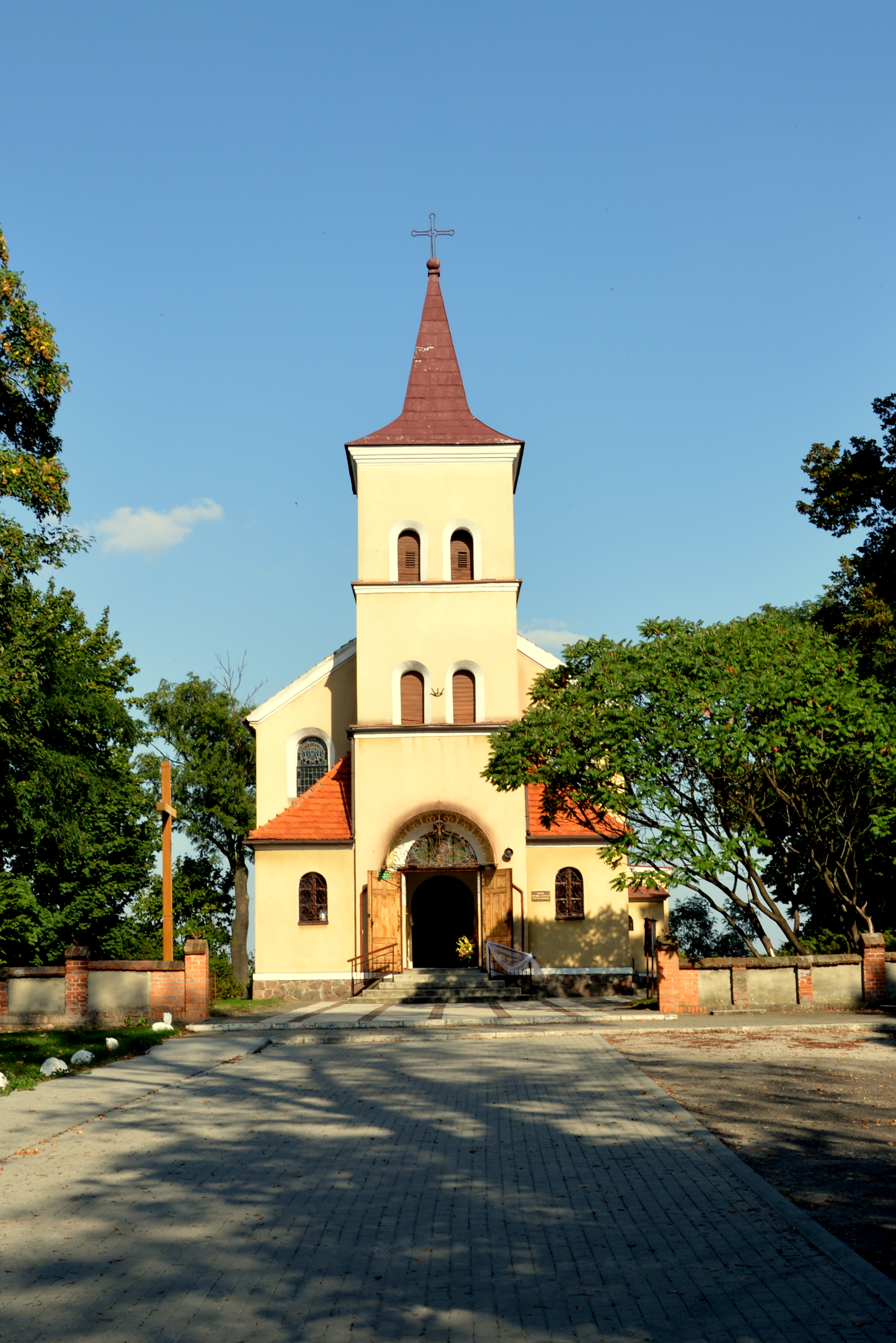
Kościół parafialny
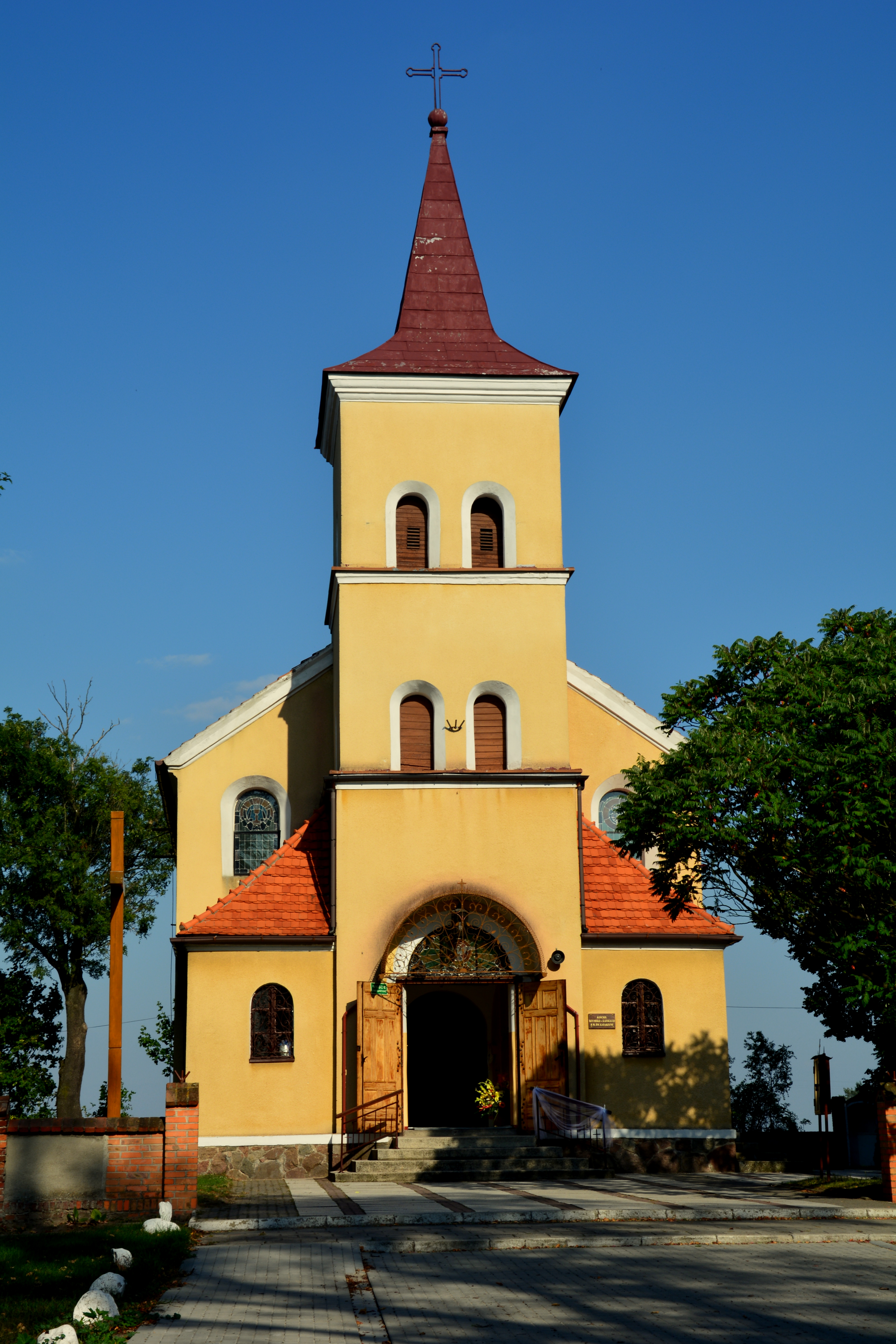
Kościół parafialny
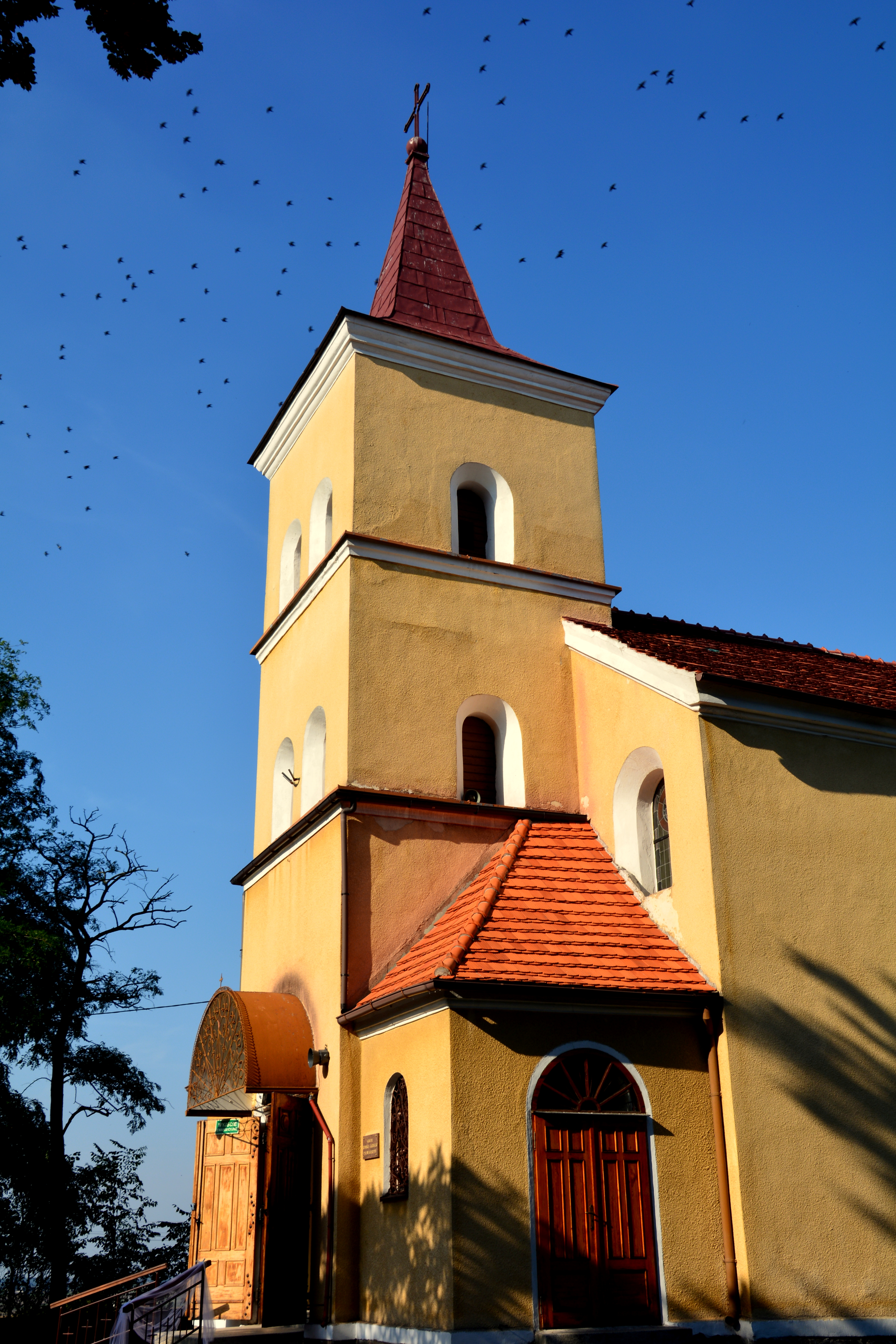
Kościół parafialny
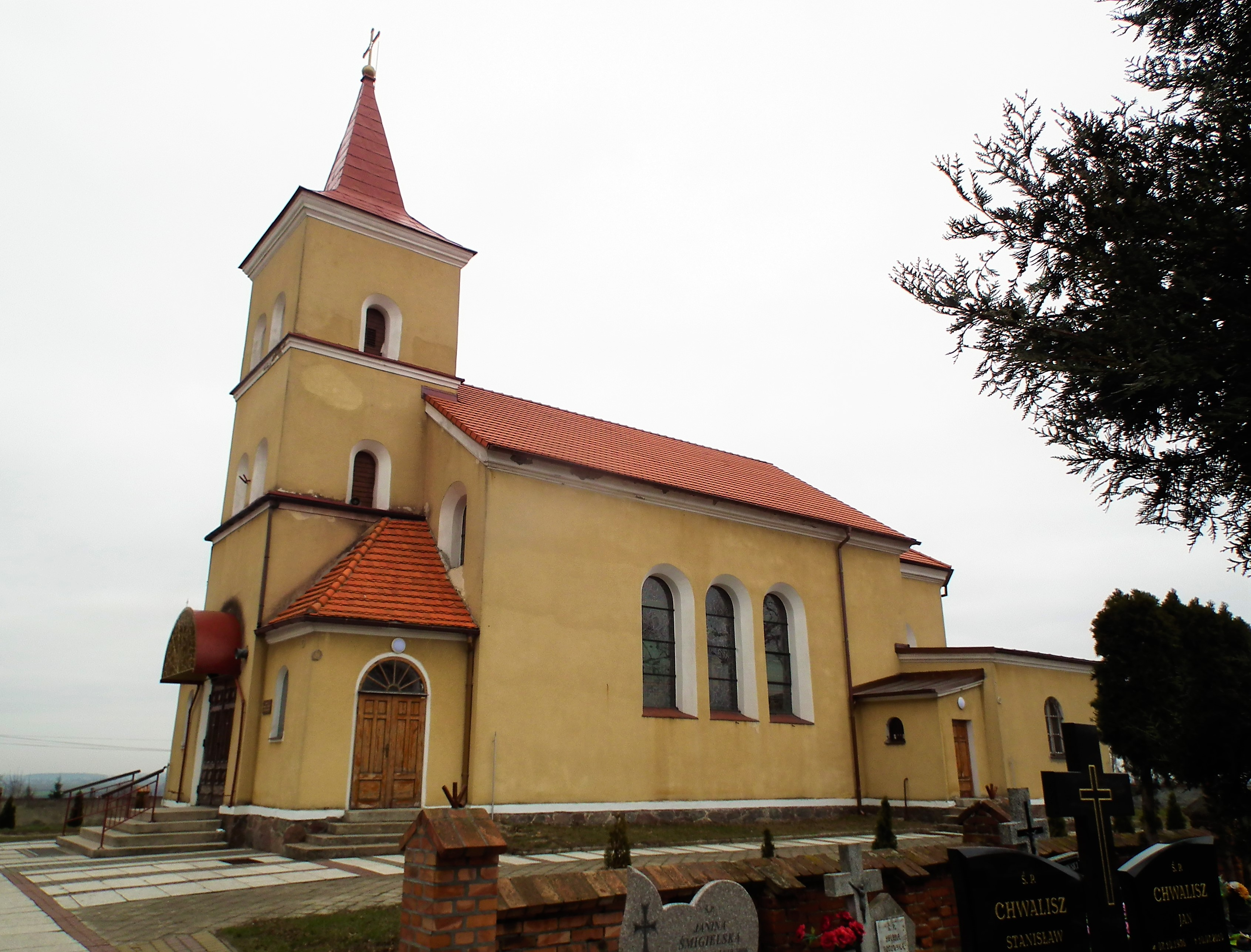
Kościół parafialny
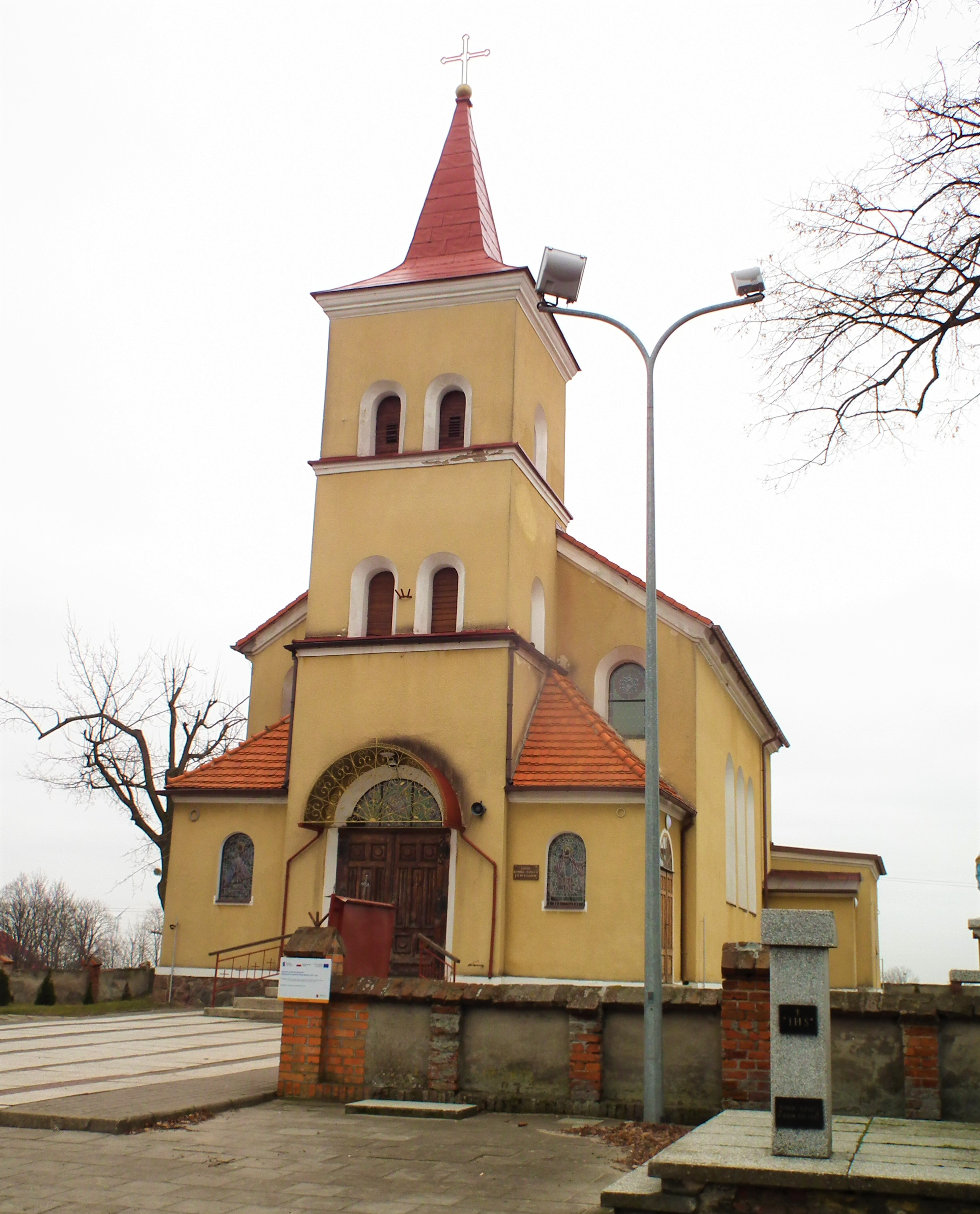
Kościół parafialny
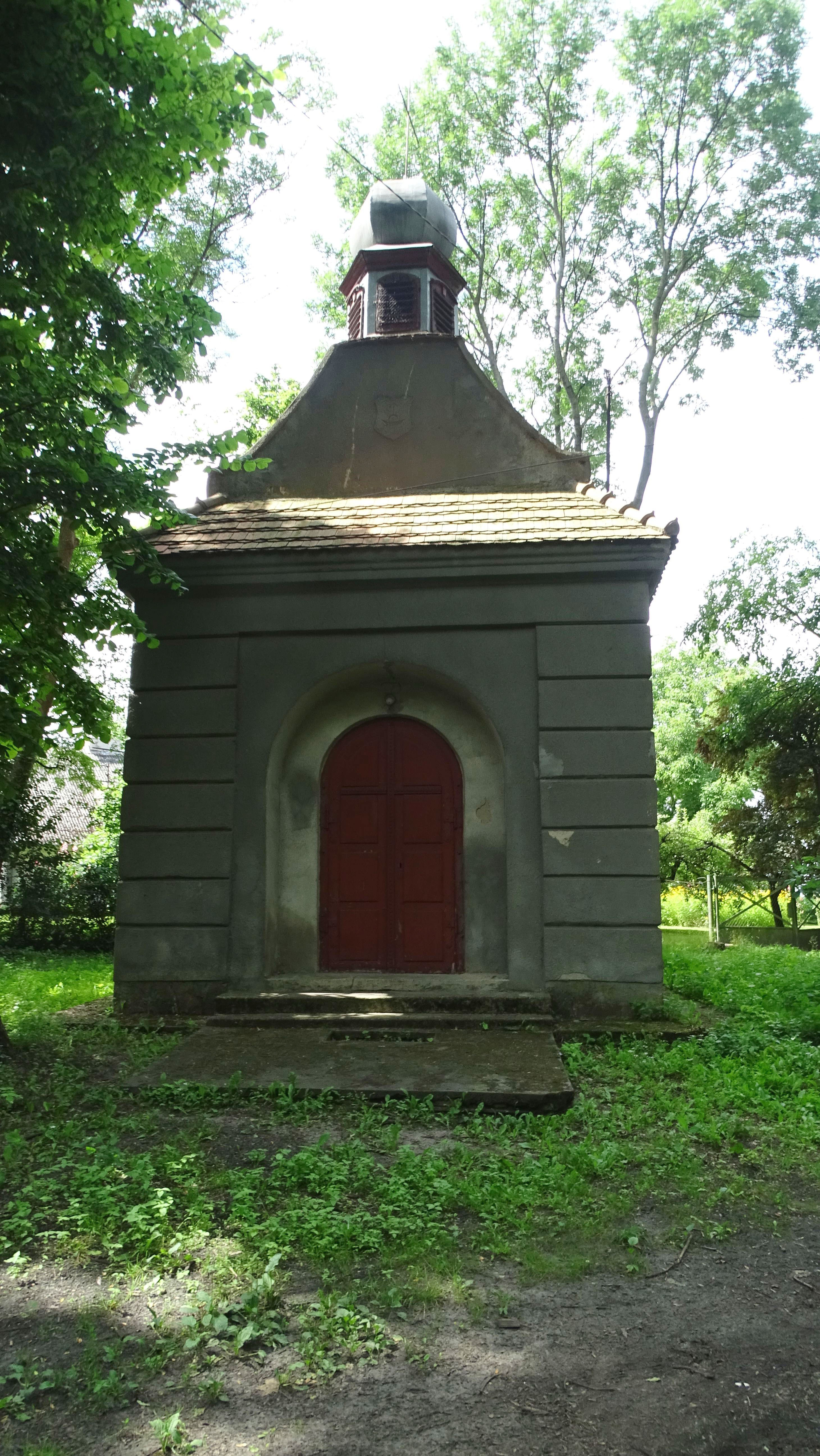
Głębokie - Kaplica filialna Niepokalanego Poczęcia NMP
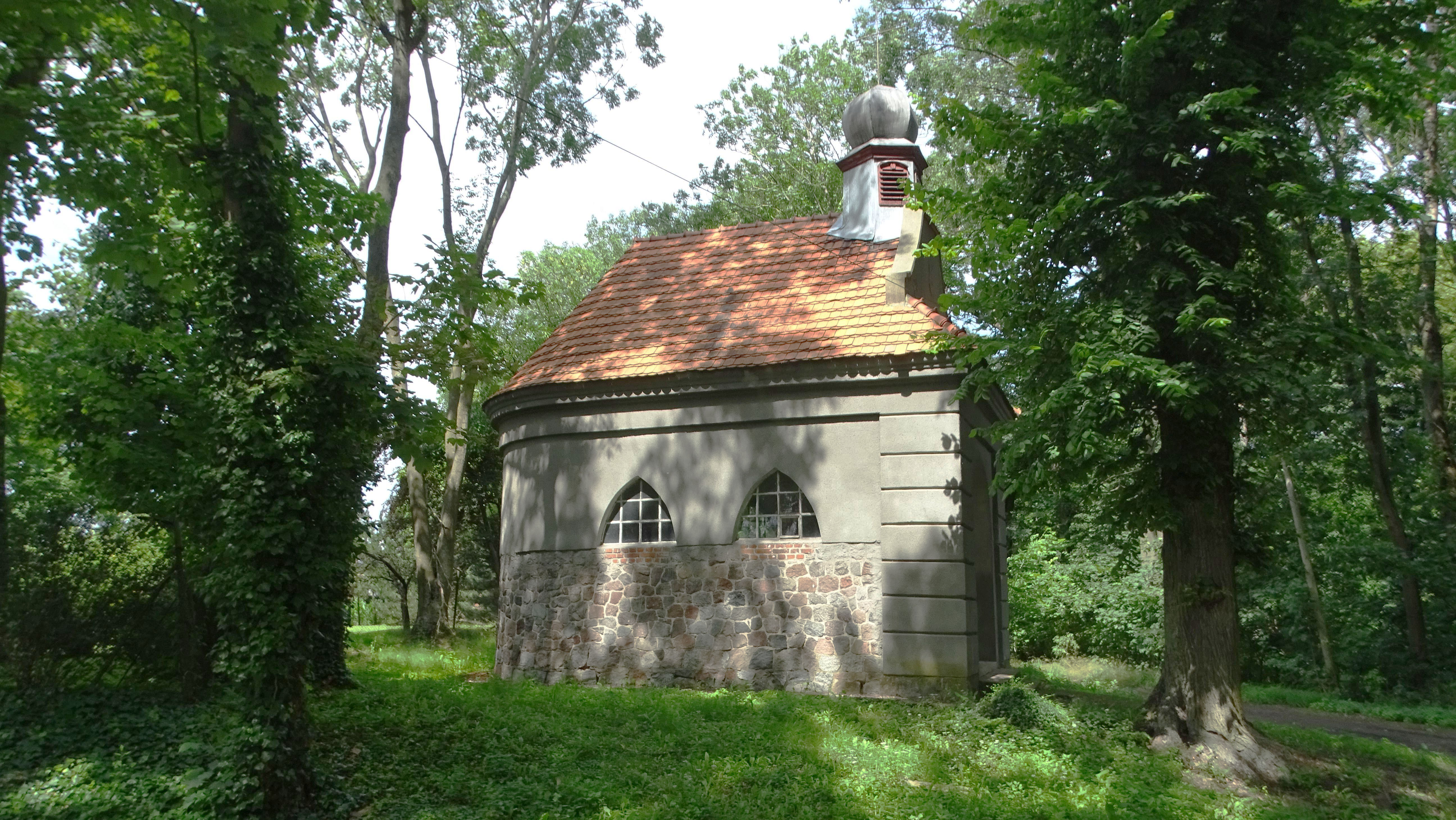
Głębokie - Kaplica filialna Niepokalanego Poczęcia NMP
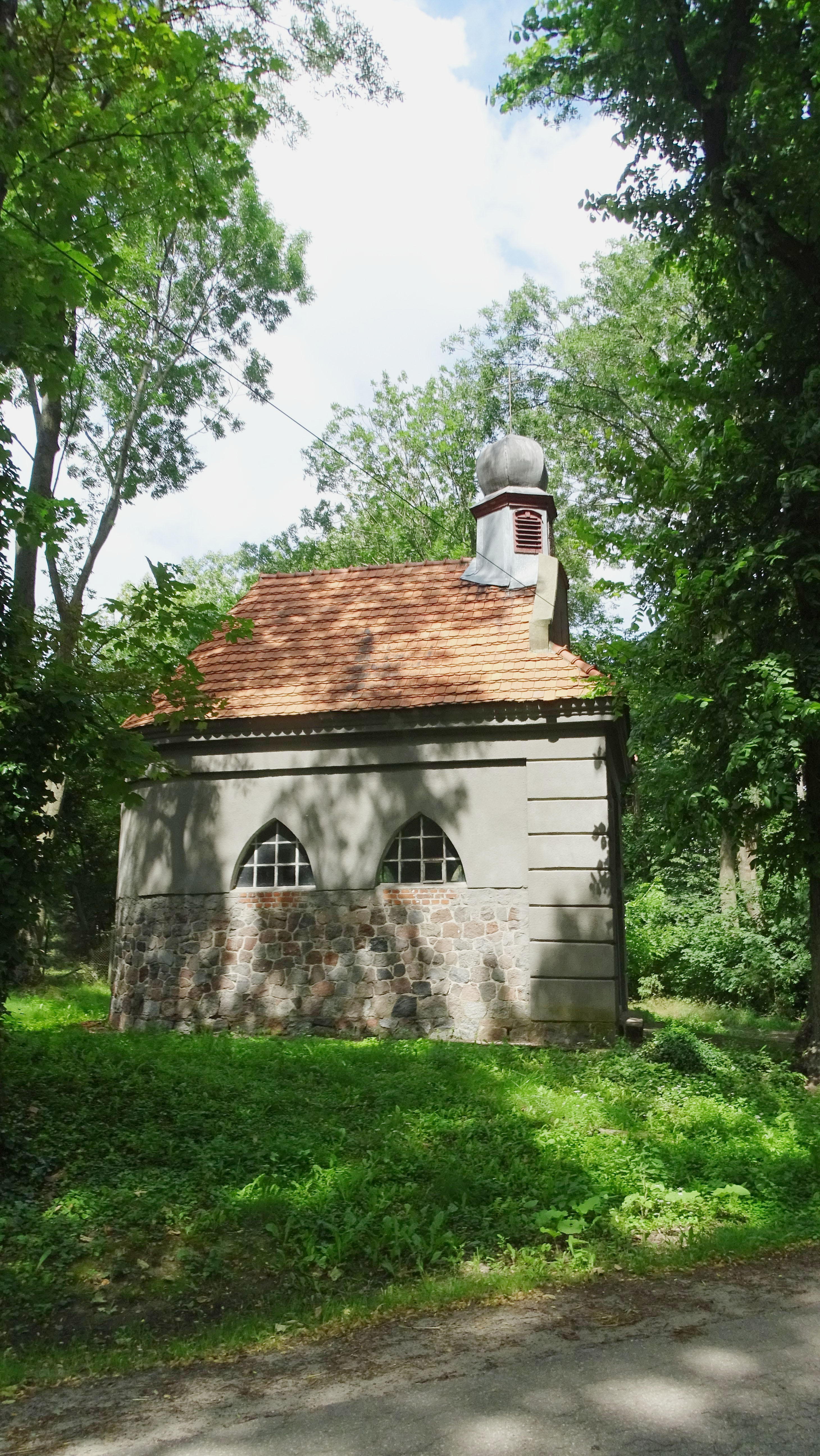
Głębokie - Kaplica filialna Niepokalanego Poczęcia NMP
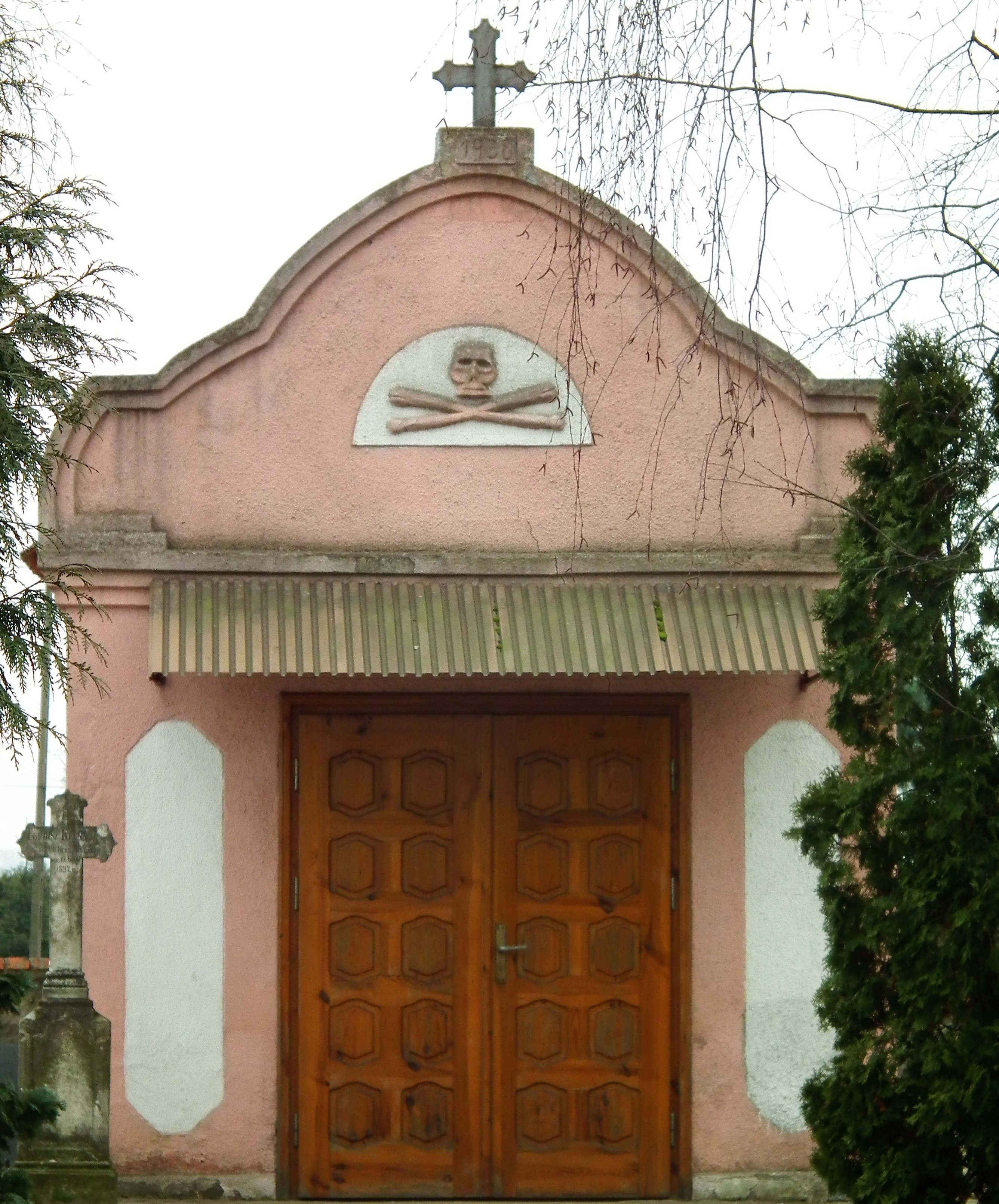
Kaplica cmentarna

## Dokumenty
Księgi metrykalne, przechowywane w parafii:
- ochrzczonych od 1934 roku
- małżeństw od 1948 roku
- zmarłych od 1961 roku

Ponadto archiwum diecezji gnieźnieńskiej przechowuje duplikaty ksiąg z okresu od końca XVIII do końca XIX wieku.

## Zasięg parafii
Na obszarze parafii leżą miejscowości: Chełmce, Chełmiczki, Głębokie, Gocanowo, Gocanówko, Janocin, Kicko, Kobylnica, Morgi, Rusinowo, Tarnówko, Zaborowo.